# 500 Queer Scientists
500 Queer Scientists (500 scientifiques queer) est une campagne de visibilité pour les personnes LGBTQ+ travaillant dans les domaines scientifiques. Les scientifiques queer soumettent de courtes descriptions à l’organisation, qui sont vérifiées manuellement avant d’être publiées sur le site internet. 

## Histoire

### Motivations
En 2016, le Journal of Homosexuality publie un article indiquant qu’en 2013, 40% des scientifiques répondant à un sondages en ligne n’étaient pas ouvertement queer auprès de leurs collègues. Le projet s’inspire également du projet 500 Women Scientists (en), et bien que pouvant travailler ensemble de manière informelle, les deux groupes sont indépendants l’un de l’autre.
L’objectif est de montrer aux personnes queer travaillant dans les sciences qu’il y a d’autres personnes comme elles, mais aussi de former une base de données pour assurer la représentativité lors d’évènements.

### Création
500 Queer Scientists est fondé le 4 juin 2018 par Lauren Esposito, une arachnologue américaine, et Sean Edgerton, un illustrateur scientifique et virologue évolutionnaire.
Lors de la création du site, 500 biographies étaient renseignées. Une semaine plus tard, plus de 250 étaient enregistrées sur le site. En 2022, le site recense plus de 1 700 biographies.

## Accomplissements
En juin 2019, 500 Queer Scientists s’associe avec Elsevier pour l’évènement Wold Pride à New York, durant lequel 6 scientifiques s’identifiant comme LGBT parlent de leurs expériences dans le monde scientifique. Le mois suivant, ils participent à l’organisation du LGBTSTEM Day de l’association Pride in STEM (en).
Pour la création de 500 Queer Scientists, Lauren Esposito reçoit en 2019 le prix Walter Emil Westman (en), décerné par l’association Out to Innovate,.
En 2022, le site recense plus de 1 700 biographies.

## Personnes notables participant au projet
- Clara Barker[A 1]
- David Adger[A 2]
- Peter Coles[A 3]
- Lynn Conway [A 4]
- Lauren Esposito[A 5]
- Renée Hložek[A 6]
- Katie Mack[A 7]
- Jessica Mink[A 8]
- Jessica Ware[A 9]

### Participants
1. ↑  (en-US) « Dr Clara Barker », sur 500 Queer Scientists (consulté le 6 août 2022)
2. ↑  (en-US) « David Adger », sur 500 Queer Scientists (consulté le 5 août 2022)
3. ↑  (en-US) « Peter Coles », sur 500 Queer Scientists (consulté le 4 août 2022)
4. ↑  (en-US) « Lynn Conway », sur 500 Queer Scientists (consulté le 4 août 2022)
5. ↑  (en-US) « Lauren Esposito », sur 500 Queer Scientists (consulté le 4 août 2022)
6. ↑  (en-US) « Renee Hlozek », sur 500 Queer Scientists (consulté le 4 août 2022)
7. ↑  (en-US) « Katie Mack », sur 500 Queer Scientists (consulté le 4 août 2022)
8. ↑  (en-US) « Jessica Mink », sur 500 Queer Scientists (consulté le 4 août 2022)
9. ↑  (en-US) « Jessica Ware », sur 500 Queer Scientists (consulté le 4 août 2022)